# امنیت ملی (فیلم ۲۰۰۳)
امنیت ملی (انگلیسی: National Security (2003 film)) فیلمی در ژانر اکشن، زوج هنری، و کمدی به کارگردانی دنیس داگن است که در سال ۲۰۰۳ منتشر شد.

## داستان
«ایرل» (مارتین لارنس) و «هنک» (استیو زن) در یک چیز با هم تشابه دارند، هردو طرد شدهٔ ادارهٔ پلیس لوس آنجلس هستند! یکی خنگ و دیگری عصبانی. اخراج این دو همکار در یک اتفاق باورنکردنی، ناگهان منجر به کشف بزرگترین باند قاچاق در آمریکا می‌شود و حال این دو مأمور بدشانس ناخواسته درگیر این ماجرا می‌شوند…

## بازیگران
- مارتین لارنس
- استیو زان
- بیل دوک
- اریک رابرتز
- کلم فیور
- روبین لی
- مت مک‌کوی
- برت کالن
- استیون توبولوسکی
- گرگ سرانو